# Hans Gruber
Hans Gruber er en fiktiv karakter og den primære skurk i actionfilmen Die Hard (1988), hvor han bliver spillet af Alan Rickman.
Gruber er en snu tyv og kriminel bagmand fra Tyskland, der indtager Nakatomi Plaza og holder gæsterne til en julefest som gidsler for at stjæle $640 mio. obligationer. Hans plan bliver spoleret af politimanden John McClane fra New York, der tilfældigvis er i bygningen. Siden sin første optræden er Gruber blevet cementeret som en af de mest ikoniske skurke i filmhistorien – og han bliver ofte rangeret som en af de bedste actionfilm-skurke nogensinde, og som en af Rickmans mest ikoniske roller. Skurken blev populær blandt filmfans, at producerne introducerede hans bror, Simon (spillet af Jeremy Irons), som den primære antagonist i den tredje film i franchisen – Die Hard with a Vengeance.